# رشید داوودی
رشید داوودی (عربی: رشید داوودي؛ زادهٔ ۲۱ فوریهٔ ۱۹۶۶) بازیکن سابق فوتبال اهل مراکش بوده است.
وی در تیم ملی فوتبال مراکش ۲۲ بازی انجام داده است و عضو این تیم در جام جهانی فوتبال ۱۹۹۴ بوده است.